# Выступление солдат Козловского полка
Выступление солдат Козловского полка — акт неповиновения солдат 123-го Козловского полка выступать в качестве полицейских подразделений для разгона выступлений рабочих и крестьян в мае 1906 года. Является одним из эпизодов Первой русской революции.

## Предпосылки
К 1905 году напряжение внутри страны достигло своего пика. Социальные волнения росли в связи с экономическим кризисом 1900—1905 годов. Экономическая нестабильность коснулась всех классов социальной структуры общества. А шаги правительства по нормализации социальной обстановки оказывались неэффективными. Обстановка в стране накалялась и в связи с начавшейся в январе 1904 г. войной с Японией. В конечном итоге это вылилось в первую русскую революцию 1905—1907 гг. В период Первой русской революции (1905—1907) Козловский полк выполняет полицейские функции по усмирению различных выступлений рабочих и крестьян в Курске и губернии.

## Ход событий
22 мая 1906 года в 8 часов 30 минут утра на митинг явилось триста солдат, а вскоре собрался весь полк. Они потребовали у появившегося дежурного офицера подполковника Кидякова, чтобы к ним пришел командир полка.
Когда тот явился, заявили ему протест против несения полицейской службы. Выступление солдат 123-го Козловского полка произвело большое впечатление на другие части Курского гарнизона. В тот же день, как сообщила газета «Народный вестник», «…около тюрьмы в лагерях идет многотысячный митинг трех полков Курского гарнизона. Вырабатываются требования. Угрозы и уговоры бессильны. Митинг оцеплен казаками. На улицах масса солдат. Настроение в высшей степени возбужденное».
В. И. Ленин в статье «Накануне» писал о революционных выступлениях в армии: «…устали ждать матросы в Кронштадте и Севастополе, пехотинцы в Курске, Полтаве, Туле, Москве, гвардейцы в Красном Селе, даже казаки устали ждать…» Осенью 1906 года 42 солдата Козловского полка были привлечены к военному суду, а все унтер-офицеры разжалованы в рядовые. Ефим Омельченко был осужден на 8 лет, Фрол Егоров — на 6 лет каторги. Кузьма Колупаев получил 4 года срока в арестантском отделении, а остальные — разные сроки дисциплинарного батальона и военной тюрьмы.

## Последствия
Выступление жестоко подавили — всех унтер-офицеров разжаловали в рядовые, 42 солдата осуждены на различные сроки каторги и военной тюрьмы.